# День мучеников (Мальта)

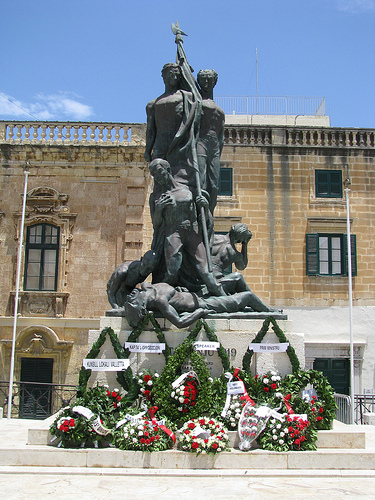
Памятник мученикам на Дворцовой площади в Валлетте

День мучеников (Сетте джуньо — с итал. — «седьмое июня») — национальный праздник Мальты, отмечается ежегодно 7 июня в знак памяти о бунте мальтийцев против британских солдат в 1919 году.

## История
Бунт разразился из-за неуклонно растущих цен на хлеб, которые мальтийцы, задавленные послевоенным кризисом, не могли выдержать. Толпа бушевала в Валлетте, четыре человека были убиты британскими солдатами по приказу губернатора. С этого дня началась активная борьба за становление Мальты как самостоятельного государства.
Великобритания даровала Мальте ответственное правительство, то есть полностью выборное правительство, ответственное за свои действия перед собственным народом. Впервые в истории партии могли официально принять участия в выборных гонках. Выборной системой была система единственного переводного голоса — вариант системы пропорционального представительства. Эта выборная система используется на Мальте и по сей день.